# Sborgita
La sborgita és un mineral de la classe dels borats, que pertany i dona nom al grup de la sborgita. Rep el seu nom del professor de química Umberto Sborgi (1883-1955), de la Universitat de Milà, Itàlia.

## Característiques
La sborgita és un borat de fórmula química Na[B₅O₆(OH)₄]·3H₂O. Cristal·litza en el sistema monoclínic. Es troba en forma de cristalls euèdrics a anèdrics, de fins a 1 mil·límetre, en agregats.
Segons la classificació de Nickel-Strunz, la sborgita pertany a «06.EA - Nesopentaborats» juntament amb els següents minerals: leucostaurita, santita, ramanita-(Rb), ramanita-(Cs), amonioborita i ulexita.

## Formació i jaciments
Va ser descoberta l'any 1957 a Larderello, Pomarance, Província de Pisa (Toscana, Itàlia), on sol trobar-se associada a altres minerals com el bòrax o la thenardita. També ha estat descrita al comtat d'Inyo, a Califòrnia (Estats Units), on es troba associada a l'halita i a la thenardita.

## Grup de la sborgita
El grup de la sborgita està integrat per dues espècies minerals: la sborgita, amb fórmula Na[B₅O₆(OH)₄]·3H₂O, i la santita, amb fórmula K[B₅O₆(OH)₄]·2H₂O.